# Aixa Middleton
Aixa Middleton González (sinh ngày 6 tháng 2 năm 1988) là một vận động viên điền kinh người Panama thi đấu trong môn ném đĩa. Kỷ lục cá nhân là 55.00 m (180 ft 51⁄4 in) là kỷ lục quốc gia Panama. Cô đại diện cho đất nước tham dự Đại hội thể thao Trung Mỹ và Caribbean (2010, 2014), Giải vô địch điền kinh Nam Mỹ (2013, 2015), Giải vô địch thể thao người Ibero (2010, 2014) và Đại hội thể thao liên châu Mỹ 2015.
Middleton giành được huy chương cao cấp đầu tiên tại Giải vô địch điền kinh Trung Mỹ năm 2002, đó là tấm huy chương bạc nội dung ném đĩa, mà lúc đó cô mới 14 tuổi. Cô giàn rất nhiều giải thưởng trong các cuộc thi khu vực: cô giành 4 huy chương vàng trong môn đẩy tạ và ném đĩa trong khuôn khổ giải vô địch Điền kinh Trẻ tại Trung Mỹ. Sau đó cô tiếp tục giành năm huy chương vàng trong độ tuổi U20. Cô giành 8 danh hiệu Giải vô địch điền kinh Trung Mỹ và giành 3 huy chương vàng tại Thế vận hội Trung Mỹ. Cô là người giữ kỷ lục tại cả hai cuộc thi, lần lượt là 55 mét và 49.08 m (161 ft 01⁄4 in).
Cô học tại Đại học Công nghệ Panama và có bằng cử nhân về kỹ thuật cơ điện năm 2012, bằng sau đại học về quản lý kinh doanh năm 2014.

## Cuộc thi quốc tế
| Năm  | Giải đấu                              | Địa điểm                  | Thứ hạng | Nội dung | Chú thích  |
| ---- | ------------------------------------- | ------------------------- | -------- | -------- | ---------- |
| 2002 | Central American Championships        | San José, Costa Rica      | 2nd      | Ném đĩa  | 38.06 m    |
| 2003 | Central American Youth Championships  | San José, Costa Rica      | 1st      | Đẩy tạ   | 10.81 m    |
| 2003 | Central American Youth Championships  | San José, Costa Rica      | 1st      | Ném đĩa  | 37.92 m CR |
| 2003 | Central American Championships        | Guatemala City, Guatemala | 2nd      | Ném đĩa  | 36.77 m    |
| 2004 | Central American Youth Championships  | San José, Costa Rica      | 1st      | Đẩy tạ   | 10.07 m    |
| 2004 | Central American Youth Championships  | San José, Costa Rica      | 1st      | Ném đĩa  | 38.20 m CR |
| 2004 | Central American Youth Championships  | San José, Costa Rica      | 2nd      | Ném búa  | 24.03 m    |
| 2004 | South American Youth Championships    | Guayaquil, Ecuador        | 2nd      | Ném đĩa  | 39.17 m    |
| 2005 | Central American Championships        | San José, Costa Rica      | 3rd      | Đẩy tạ   | 11.41 m    |
| 2005 | Central American Championships        | San José, Costa Rica      | 1st      | Ném đĩa  | 43.15 m    |
| 2005 | Central American Junior Championships | Managua, Nicaragua        | 1st      | Đẩy tạ   | 11.33 m    |
| 2005 | Central American Junior Championships | Managua, Nicaragua        | 1st      | Ném đĩa  | 42.95 m CR |
| 2006 | Central American Junior Championships | Guatemala City, Guatemala | 1st      | Đẩy tạ   | 11.48 m    |
| 2006 | Central American Junior Championships | Guatemala City, Guatemala | 1st      | Ném đĩa  | 42.93 m CR |
| 2007 | Central American Junior Championships | San Salvador, El Salvador | 2nd      | Đẩy tạ   | 10.95 m    |
| 2007 | Central American Junior Championships | San Salvador, El Salvador | 1st      | Ném đĩa  | 44.67 m CR |
| 2007 | Central American Championships        | San José, Costa Rica      | 1st      | Ném đĩa  | 45.13 m CR |
| 2010 | Central American Games                | Panama City, Panama       | 1st      | Đẩy tạ   | 11.74 m    |
| 2010 | Central American Games                | Panama City, Panama       | 1st      | Ném đĩa  | 47.10 m    |
| 2010 | Central American Games                | Panama City, Panama       | 4th      | Ném búa  | 33.24 m    |
| 2010 | Central American Championships        | Guatemala City, Guatemala | 2nd      | Đẩy tạ   | 11.46 m    |
| 2010 | Central American Championships        | Guatemala City, Guatemala | 2nd      | Ném đĩa  | 44.27 m    |
| 2010 | Central American and Caribbean Games  | Mayagüez, Puerto Rico     | 6th      | Ném đĩa  | 46.84 m    |
| 2010 | Ibero-American Championships          | San Fernando, Spain       | —        | Ném đĩa  | NM         |
| 2011 | Central American Championships        | San José, Costa Rica      | 2nd      | Đẩy tạ   | 11.66 m    |
| 2011 | Central American Championships        | San José, Costa Rica      | 1st      | Ném đĩa  | 46.28 m CR |
| 2012 | Central American Championships        | Managua, Nicaragua        | 2nd      | Đẩy tạ   | 11.63 m    |
| 2012 | Central American Championships        | Managua, Nicaragua        | 1st      | Ném đĩa  | 43.71 m    |
| 2013 | Central American Championships        | Managua, Nicaragua        | 1st      | Đẩy tạ   | 12.28 m    |
| 2013 | Central American Championships        | Managua, Nicaragua        | 1st      | Ném đĩa  | 49.71 m CR |
| 2013 | Central American Games                | San José, Costa Rica      | 2nd      | Đẩy tạ   | 12.48 m    |
| 2013 | Central American Games                | San José, Costa Rica      | 1st      | Ném đĩa  | 49.08 m GR |
| 2013 | Bolivarian Games                      | Trujillo, Peru            | 3rd      | Ném đĩa  | 51.94 m    |
| 2013 | South American Championships          | Cartagena, Colombia       | 7th      | Ném đĩa  | 51.02 m    |
| 2014 | South American Games                  | Santiago, Chile           | 6th      | Ném đĩa  | 51.37 m    |
| 2014 | Ibero-American Championships          | São Paulo, Brazil         | 5th      | Ném đĩa  | 51.63 m    |
| 2014 | Central American and Caribbean Games  | Xalapa, Mexico            | 5th      | Ném đĩa  | 51.59 m    |
| 2015 | South American Championships          | Lima, Peru                | 6th      | Ném đĩa  | 50.70 m    |
| 2015 | Central American Championships        | Managua, Nicaragua        | 1st      | Đẩy tạ   | 12.32 m    |
| 2015 | Central American Championships        | Managua, Nicaragua        | 1st      | Ném đĩa  | 55.00 m CR |
| 2015 | Pan American Games                    | Toronto, Canada           | 9th      | Ném đĩa  | 50.62 m    |
| 2018 | Central American and Caribbean Games  | Barranquilla, Colombia    | 5th      | Ném đĩa  | 53.97 m    |